# Tiresias, and Other Poems (Tennyson)
Tiresias, and Other Poems – tomik wierszy angielskiego poety Alfreda Tennysona, opublikowany w 1885 w Londynie nakładem oficyny Macmillan and Co. Zbiorek został zadedykowany Robertowi Browningowi: To my Good Friend/Robert Browning,/Whose genius and geniality/will best appreciate what may be best,/and make most allowance for what may be worst,/this volume/is/affectinately inscribed. Zawiera poemat Tiresias, wiersz To Edward FitzGerald, poematy The Wreck, Despair, The Ancient Sage, The Flight, Tomorrow, The Spinster's Sweet-Arts i Balin and Balan.  Oprócz tego w tomiku znalazły się epitafia, między innymi czterowersowe wspomnienie generała Gordona.